# Glaucocharis metallifera
Glaucocharis metallifera là một loài bướm đêm trong họ Crambidae.